# (33100) Udine
(33100) Udine (1997 YK9) – planetoida z pasa głównego asteroid okrążająca Słońce w ciągu 3,56 lat w średniej odległości 2,33 j.a. Odkryta 28 grudnia 1997 roku.